# АЭС Салем
АЭС Салем (англ. Salem Nuclear Power Plant) — действующая атомная электростанция на востоке США.  
Станция расположена на берегу реки Делавэр в округе Сейлем штата Нью-Джерси, на одной площадке с атомной электростанцией Хоуп Крик. 

## Информация об энергоблоках
| Энергоблок | Тип реакторов          | Мощность | Мощность | Начало строительства | Физпуск    | Подключение к сети | Ввод в эксплуатацию | Закрытие |
| Энергоблок | Тип реакторов          | Чистый   | Брутто   | Начало строительства | Физпуск    | Подключение к сети | Ввод в эксплуатацию | Закрытие |
| ---------- | ---------------------- | -------- | -------- | -------------------- | ---------- | ------------------ | ------------------- | -------- |
| Салем-1    | PWR, W (4-loop) DRYAMB | 1169 МВт | 1254 МВт | 25.09.1968           | 11.12.1976 | 25.12.1976         | 30.06.1977          | —        |
| Салем-2    | PWR, W (4-loop) DRYAMB | 1158 МВт | 1200 МВт | 25.09.1968           | 08.08.1980 | 03.06.1981         | 13.10.1981          | —        |